# Konardihi
Konardihi è una suddivisione dell'India, classificata come census town, di 8.248 abitanti, situata nel distretto di Bardhaman, nello stato federato del Bengala Occidentale. In base al numero di abitanti la città rientra nella classe V (da 5.000 a 9.999 persone).

## Geografia fisica
La città è situata a 23° 40' 20 N e 87° 15' 59 E.

## Società

### Evoluzione demografica
Al censimento del 2001 la popolazione di Konardihi assommava a 8.248 persone, delle quali 4.697 maschi e 3.551 femmine. I bambini di età inferiore o uguale ai sei anni assommavano a 892, dei quali 445 maschi e 447 femmine. Infine, coloro che erano in grado di saper almeno leggere e scrivere erano 5.004, dei quali 3.214 maschi e 1.790 femmine.